# Fangalla
Fangalla és una població de Mali a la riba esquerra del Bakhoy. El 1881 quan hi van arribar els francesos eren només unes ruïnes que foren trobades mercès a l'ajut d'un guia de Badumbé.
Fangalla fou l'antiga capital del país del Farimboula, i disposava de nombrosos llogarets a la vora del riu Bakhoy i en algunes illes al riu que es comunicaven amb terra a través de guals fora de les temporades de pluges. La població era malinke. El cap local era famós a tot el país de Bambouk pels seus guerres i els seus territoris (diversos cacicats havien reconegut la seva sobirania) i també pels seus ramats considerables; els seus captius guardaven els ramats i cultivaven els camps als dos costats del riu. El 1852 al-Hadjdj Umar es va apoderar dels ramats i les collites i el cap local i la seva gent es van tancar a la ciutat resistint durant temps els assalts dels tuculors fins que un setge permanent de 40 dies els va obligar a rendir-se per fam; el cap va fugir de nit i es va refugiar a les muntanyes del Bambouk mentre que la seva gent van quedar al servei de Umar, que com que s'havien portat de manera valenta els va voler reclutar pel seu exèrcit però tots van refusar i el conqueridor els va fer executar per decapitació. Trenta anys després quan van arribar els francesos el 1881, la població restava gairebé abandonada i quedaven les restes de les antigues cases circulars que foren arrasades. Joseph Gallieni va signar tractats amb els caps locals de la regió de Fangalla, que van acceptar la sobirania francesa. Carrey, un botànic de l'expedició, va portar a la tornada 61 plantes recollides entre Bakel i Fangalla.